# Filostrato il Vecchio
Filostrato il Vecchio (in greco:  Φιλόστρατος; Lemno, 190 circa – Lemno, ...) è stato uno scrittore greco antico.

## Biografia

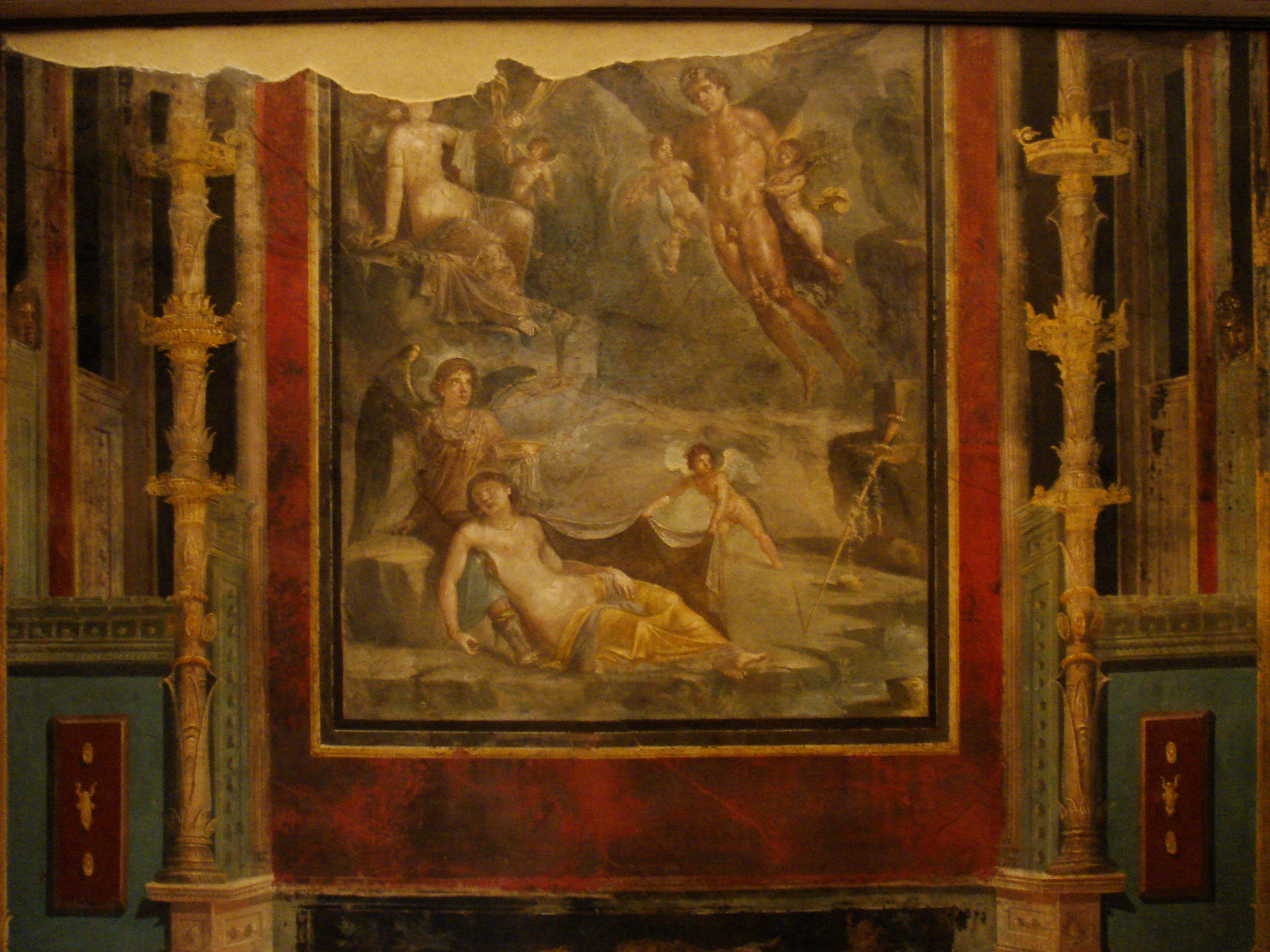
Affresco pompeiano con le nozze di Zefiro e Clori, simile a quelli descritti da Filostrato

Indicato anche come Filostrato Maggiore, o Filostrato III, sarebbe nato attorno al 190 ed era probabilmente parente del più anziano Flavio Filostrato. 

## Immagini
Filostrato è autore di un'opera dal titolo Immagini (Εἰκόνες). Il testo descrive, sotto forma di un dialogo tra un sofista e alcuni giovani allievi, una visita ai quadri esposti in una villa presso Napoli.
Mentre in passato si è dibattuto soprattutto se le sessantaquattro descrizioni di quadri che compongono l'opera siano immaginarie o si riferiscano a pitture realmente esistenti la critica odierna ritiene che l'opera, un eccellente esempio del genere letterario dell'ekphrasis, ricopra comunque grande interesse, sia come fonte sull'antica arte pittorica sia dal punto di vista puramente letterario.
Alcuni studiosi ritengono che questo Filostrato sia autore anche dell'Eroico, che altri attribuiscono a Flavio Filostrato.

## Edizioni e traduzioni
- Flavio Filostrato da Lenno, Le immagini. Libri due, in Le opere dei due Filostrati volgarizzate da Vincenzo Lancetti, vol. 2, Milano, dalla tipografia di Paolo Andrea Molina, 1831,  pp. 407-546.
- (GRC) Philostratus Maior, Imagines, Ottonis Benndorfii et Caroli Schenkelii consilio et opera adiuti recensuerunt Seminariorum Vindobonensium sodales, Lipsiae, in aedibus B. G. Teubneri, 1893.
- (GRC, IT) Filostrato, Immagini, introduzione di Franco Fanizza, traduzione e note di Gianni Schilardi, Lecce, Argo, 1997, ISBN 88-86211-82-1.
- (GRC, IT) Filostrato Maggiore, Immagini, introduzione, traduzione e commento a cura di Letizia Abbondanza, prefazione di Maurizio Harari, Torino, Aragno, 2008, ISBN 978-88-8419-393-3.
- Filostrato Maggiore, La pinacoteca, a cura di Giuseppe Pucci, traduzione di Giovanni Lombardo, Palermo, Aesthetica, 2010, ISBN 978-88-7726-082-6.